# Tadeusz Górzyński
Tadeusz Górzyński, właśc. Tadeusz Grünberg (ur. 1 lipca 1899 w Krakowie, zm. 20 września 1942 w obozie koncentracyjnym na Majdanku) – polski kompozytor muzyki filmowej, dyrygent. Brat Zdzisława i Władysława Górzyńskich.

## Życiorys
Ukończył Konserwatorium Krakowskiego Towarzystwa Muzycznego, gdzie kształcił się jako skrzypek. Następnie występował w Warszawie (1924), a w 1925 roku był członkiem Orkiestry Włościańskiej Karola Namysłowskiego, z którą występował w Stanach Zjednoczonych.
W 1927 roku założył własnym zespół muzyczny, z którym występował m.in. we Lwowie, w Krynicy oraz Ciechocinku. Od 1928 roku związał się z branżą filmową, komponując muzykę do filmów oraz dyrygując jej wykonaniem. Pisał także piosenki filmowe do słów taki autorów jak Jerzy Jurandot, Józef Lipski czy Jerzy Ryba. Do największych przebojów jego autorstwa należą utwory: „Piosenka fal” (1935, sł. Jerzy Jurandot) czy „W pokoiku radio gra” (1937, sł. Józef Lipski), napisany dla pierwszej spikerki Polskiego Radia, Janiny Poraskiej.
Od kwietnia 1935 roku aż do wybuchu II wojny światowej dyrygował w Małej Orkiestrze Polskiego Radia, prowadzonej przez jego brata, Zdzisława. Z orkiestrą tą nagrywał m.in. dla wytwórni Odeon. Po wybuchu trafił do obozu koncentracyjnego na Majdanku, gdzie pracował jako robotnik przy jego budowie.

## Filmografia – muzyka filmowa[3]
- Szaleńcy (1928)
- Straszna noc (1931)
- Krwawy wschód (1931)
- Legion ulicy (1932)
- Rapsodia Bałtyku (1935)
- Wierna rzeka (1936)
- O czym marzą kobiety (1937)
- Dorożkarz nr 13 (1937)
- Biały Murzyn (1939)